# Muzeum Uniwersytetu Jagiellońskiego

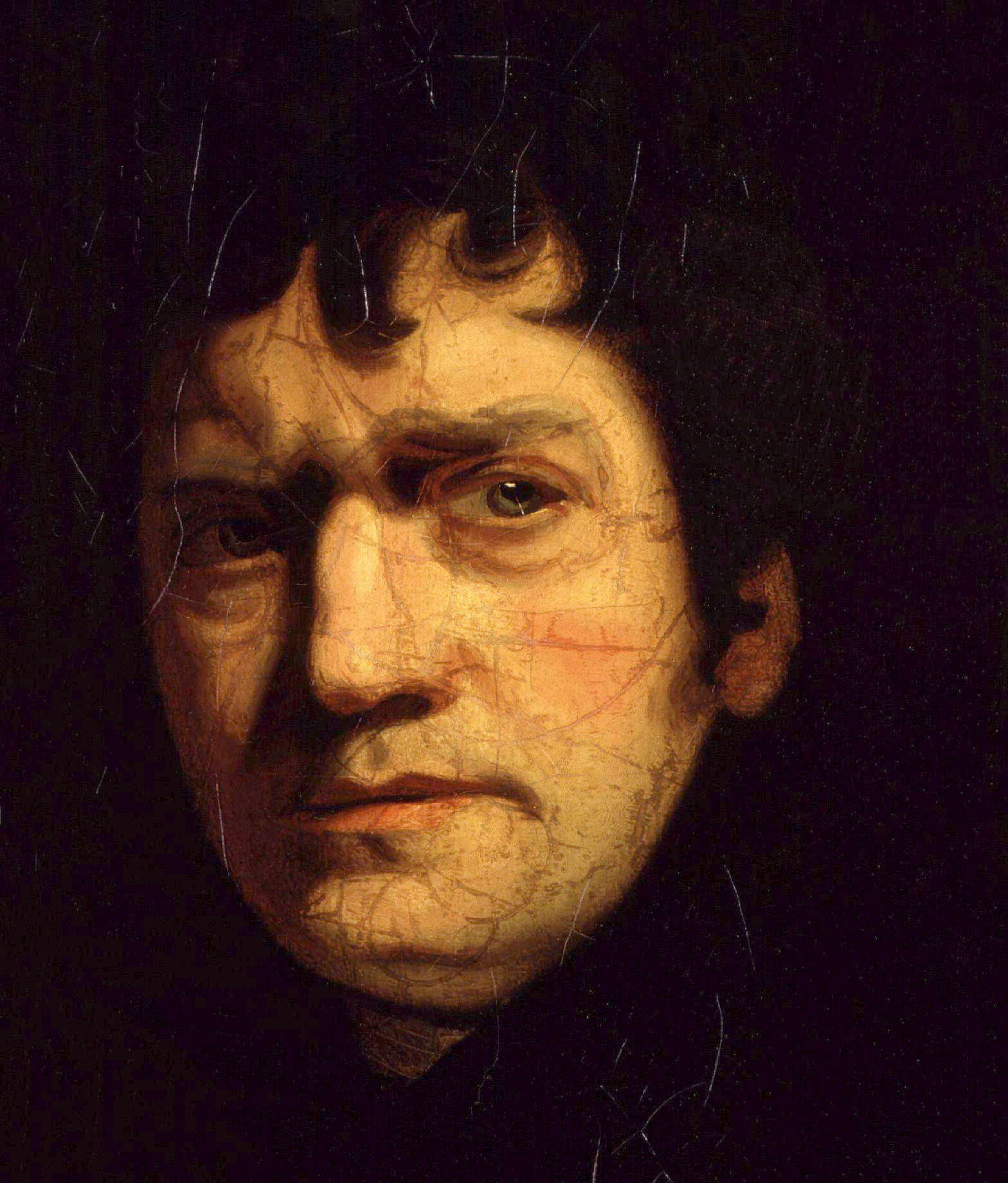
John Opie, Portret Johna Wolcota, rok nieznany

Muzeum Uniwersytetu Jagiellońskiego – muzeum mieszczące się w budynku Collegium Maius Uniwersytetu Jagiellońskiego, na rogu ulicy św. Anny i Jagiellońskiej w Krakowie. Wywodzi się z Gabinetu Archeologicznego Uniwersytetu, założonego w 1867 roku przez prof. Józefa Łepkowskiego, a obecny kształt zawdzięcza przede wszystkim Karolowi Estreicherowi.

## Historia
Początki działalności muzealnej w Collegium Maius datowane są na XIX wiek. Władze uniwersytetu nie mogły jednak wówczas oficjalnie używać nazwy muzeum z powodu zakazu zaborczych władz austriackich. Kiedy po 1860 roku opiekę nad zbiorami objął profesor archeologii i sztuki Józef Łepkowski przyjęto poprawną politycznie nazwę „Gabinet Sztuki i Archeologii”. Gabinet ten mieścił się wówczas w Collegium Novum i był odwiedzany przez liczne wycieczki oraz gości zagranicznych. Jego zbiory zaczęły się powiększać dzięki licznym zapisom cennych zabytków jakie ofiarowywali instytucji donatorzy.

### II wojna światowa
W czasie II wojny światowej całe zbiory muzealne przeniesione zostały przez niemieckiego okupanta do podziemi Akademii Górniczo-Hutniczej, gdzie mieścił się główny urząd Generalnego Gubernatorstwa. Zaginęło wtedy wiele zabytkowych obiektów ukradzionych przez niemieckich funkcjonariuszy administracji GG. Skonfiskowane zabytki jako łup wojenny były przeznaczane na prezenty dla nazistowskich dygnitarzy z Hitlerem, Frankiem i Göringiem na czele.
Zorganizowany rabunek nadzorowali niemieccy historycy sztuki pochodzący z Salzburga Kajetan oraz Józef Muhlmannowie we współpracy z prof. Dagobertem Freyem z Wiednia oraz architektami E. Horstmanem, F. Koettgenem z Hamburga i konserwatorem sztuki dr Wernerem Kudlichem z Wiednia.

### Po 1945
Opuszczenie Collegium Maius przez Bibliotekę Jagiellońską w 1940 roku (w związku z wybudowaniem nowego gmachu przy Al. Mickiewicza) umożliwiło przeprowadzenie w latach 1949–1964 z inicjatywy prof. Karola Estreichera kompleksowego odnowienia budynku kolegium połączonego ze zrzuceniem neogotyckiej szaty i przywróceniem oryginalnego wyglądu sprzed 1840 roku. Wówczas też Collegium Maius zostało przeznaczone na siedzibę Muzeum Uniwersytetu Jagiellońskiego, do którego przekazano dawne zbiory uniwersyteckie (dzieła sztuki i pamiątki) oraz kolekcję instrumentów naukowych.
W latach 1951–1976 dyrektorem muzeum był właśnie Karol Estreicher, który istotnie przyczynił się do rozwoju placówki i projektu jej ekspozycji. W 1977 ekspozycję zwiedził dyrektor generalny UNESCO, Amadou-Mahtar M’Bow.

## Ekspozycja
Muzeum posiada stałą ekspozycję poświęconą dziejom uniwersytetu. Zbiory podzielone są na siedem kolekcji:
- Kolekcja instrumentów naukowych (ok. 2000 obiektów) – składa się na nią głównie dawne wyposażenie pracowni, m.in.:
  - arabskie astrolabium z 1054 roku;
  - aparat do skraplania gazów z 1884 r. projektu prof. Karola Olszewskiego;
  - kolekcja globusów z Globusem Jagiellońskim i globusami Gerarda Mercatora z XVI wieku.
- Kolekcja malarstwa zachodnioeuropejskiego (21 obrazów i antyczna rzeźba) – przedstawiająca malarstwo od XVI do XIX wieku, m.in. Wenus i Amor Jana Massysa z 1561 roku oraz Duch ojca Hamleta na zamku w Elsynor Eugène Delacroix.
- Kolekcja klisz i fotografii (ok. 35 000 starych negatywów i ponad 1000 fotografii) – m.in. zbiory klisz znanych fotografów: Antoniego Pawlikowskiego, Józefa Kuczyńskiego, Stanisława Muchy i Stanisława Kolowcy, negatywy prezentujące zabytki Krakowa sprzed II wojny światowej oraz portrety fotograficzne profesorów krakowskich uczelni i innych wybitnych postaci.
- Kolekcja rzeźby – zbiory rzeźby średniowiecznej; rzeźby barokowe, w tym brązowe modele anatomiczne wykonane przez Pietro Francavillę oraz rzeźby z XIX i XX wieku, autorstwa m.in. Franciszka Wyspiańskiego, Konstantego Laszczki i Igora Mitoraja.
- Kolekcja grafiki (ok. 5000 sztuk) – obejmuje akwarele i rysunki artystów polskich oraz ryciny artystów polskich i zagranicznych z XV–XX wieku. Również największy w Polsce zbiór  rysunków i grafik Feliksa Topolskiego oraz  Adama Hoffmana.
- Kolekcja rzemiosła artystycznego (ok. 7000 obiektów) – wyroby złotnicze, tkaniny, ceramika, meble, naczynia cynowe, mosiężne,  brązy złocone, insygnia rektorski w tym tzw. berło królowej Jadwigi.
- Kolekcja klocków drzeworytniczych (ok. 3000 obiektów) – m.in. klocki, z których odbijano w latach 1533–1534 drzeworyty w Biblii Wittenberskiej z 1534 roku.

Ekspozycje przedstawiana jest w: salach Libraria (dawna biblioteka) i Stuba Communis (dawna jadalnia profesorów), pokojach profesorskich, pokoju Kopernika (mieszczącym stałą ekspozycję poświęconą Kopernikowi), Auli, mieszkaniu św. Jana Kantego i w Zielonej Sali.

## Wystawa interaktywnaŚwiat zmysłów
To otwarta 1 października 2005 edukacyjna wystawa na której prawa fizyki są przedstawione za pomocą modeli obsługiwanych przez zwiedzających. Wystawa podzielona jest na trzy „wyspy tematyczne”:
- Receptory – przedstawienie narządów zmysłu i ich właściwości,
- Mono czy stereo – przedstawienie zjawisk wynikających z posiadania parzystych narządów zmysłu,
- Iluzje – modele przedstawiające jak można oszukać zmysły.

## Dyrektorzy
- Karol Estreicher (1951–1976)
- Stanisław Waltoś (1977–2011)
- Krzysztof Stopka (od 2012)